# Can We Talk
"Can We Talk" é uma canção do cantor norte americano, Tevin Campbell. Lançada em 1993, é sua canção de maior sucesso.